# Godofredo Ortega Muñoz
Alejo Godofredo Manso Ortega Muñoz, de nombre artístico Ortega Muñoz (San Vicente de Alcántara, 17 de febrero de 1899-Madrid, 2 de octubre de 1982), fue un pintor español de paisajes.

## Biografía

Tierras Labradas, 1966. Colección MEIAC

Huérfano de madre desde los seis años y bachiller en Salamanca, abandonó pronto la recomendación paterna de seguir una carrera universitaria y en 1919 se trasladó a Madrid impulsado por una vocación artística que le había llevado a iniciarse en la pintura de forma autodidacta. 
Rechazando los estudios académicos, continúa su aprendizaje haciendo copias en el antiguo Museo de Arte Moderno y en el Museo del Prado, y se inicia en la pintura al aire libre en el entorno de la Dehesa de la Villa, acompañado entre otros jóvenes artistas por el pintor filipino Fernando Amorsolo.
Después de permanecer algún tiempo en la capital madrileña decide trasladarse a París, donde llega a finales de 1920. En la capital francesa conoce al joven periodista y poeta aragonés Gil Bel con el que traba una estrecha amistad y con el que ocasionalmente participará en alguna de las iniciativas fundacionales de la Escuela de Vallecas. 
Ortega Muñoz había llegado a la capital francesa interesado en la pintura moderna (en la obra de los grandes maestros postimpresionistas), pero a causa de la crisis tanto ideológica como formal que vive la vanguardia en el París de la posguerra, pronto decide viajar a Italia, para reencontrar en los maestros del pasado (y más concretamente en los primitivos cuatrocentistas), unos valores más auténticos de espiritualidad, sencillez y pureza. En 1921 llega a Turín y durante algunos años recorre los más diversos lugares de la península italiana, Milán, Florencia, Nápoles, Roma, Génova, estableciéndose por algún tiempo en las proximidades del lago de Como y del lago Maggiore, desde donde viaja en los meses estivales a la Costa Azul. Fue por entonces cuando debió de conocer al pintor inglés Edgar Rowley Smart, a quien retrató, como testimonio de su amistad y su común amor por la naturaleza.
Hacia finales de 1926, después de viajar a Ginebra y Lyon, el pintor extremeño regresa a España, lo que resulta de gran importancia en el conjunto de su peripecia, porque es entonces cuando, por mediación de Gil Bel, conoce a Alberto Sánchez y a Benjamín Palencia. En marzo de 1927, realiza una primera exposición de su obra en el Círculo Mercantil de Zaragoza, tras la cual vuelve a marcharse de España, esta vez con destino a Suiza y Centroeuropa. 1927 y 1928 son años de peregrinaje. Comienza en Zúrich y continúa por Bruselas, Bremen, Hamburgo, Hannover, Frankfurt y Berlín.
Lo más interesante de 1928 es su visita Worpswede. Le interesa la obra de la colonia de artistas que años atrás se había establecido en aquella localidad. Su dedicación a los paisajes bucólicos y las estampas campesinas así como el ambiente creado en torno a la pintura del expresionismo le influyeron notablemente. 
Después y a lo largo de un periplo incansable, regresará de nuevo a París (en donde coincide, entre otros amigos, con el surrealista González Bernal), para seguir viaje a los Países Bajos, Italia otra vez, Viena, Budapest y las regiones balcánicas. La vida errante de esos años le lleva fuera de los recorridos que eran habituales para los artistas españoles de su tiempo.
En 1933, Ortega llega a El Cairo, no sin haber pasado primero por Grecia y Constantinopla. Expone dos años consecutivos en Alejandría, que era por entonces una de las ciudades más cosmopolitas y occidentalizadas del Cercano Oriente, y en marzo de 1935 decide por fin regresar a España para dar a conocer su obra en la importante exposición que le organiza en Madrid el Círculo de Bellas Artes. La muestra se inauguró el 13 de abril en un clima de inestabilidad política que ya hacía presagiar el desencadenamiento de la guerra civil, pero la crítica aún tuvo tiempo para destacar su trabajo y situarlo en una posición equidistante entre el oficialismo y la vanguardia, en virtud de la cual fue seleccionado aquel mismo año (junto a otros artistas como José Caballero, Maruja Mallo, Gregorio Prieto o Moreno Villa), para formar parte de la representación española en la Bienal de Venecia.
Antes de que estallara la guerra, Ortega Muñoz salió del país con destino a Francia y Suiza, en donde se instaló por algún tiempo y contrajo matrimonio con Leonor Jorge Ávila (su inseparable compañera), sin renunciar por eso a los viajes que eran en él habituales y que durante esos años se orientaron a los países nórdicos, Dinamarca, Noruega, Suecia y Finlandia. En octubre de 1937 expuso en Oslo, en la galería Blomqvist, un espacio de prestigio en el que había expuesto Edvard Munch en 1919 y en el que posteriormente se habían organizado exposiciones como la del expresionista Aksel Waldemar Johanessen, Anna- Eva Bergman, o Kurt Schwitters.
A su regreso, en los años de la inmediata posguerra Ortega Muñoz se instala en San Vicente de Alcántara y es entonces, cuando se reencuentra con la silenciosa y solitaria extensión de su paisaje más cercano y con la realidad de ese mundo que siente como auténticamente propio, cuando da inicio a su obra más personal e inconfundible. En 1940 expone de nuevo en el Círculo de Bellas Artes de Madrid y da comienzo a una carrera profesional que le deparará numerosos triunfos. En 1953 participó en la última Exposición Antológica celebrada por la Academia Breve de Crítica de Arte que dirigía Eugenio d'Ors y en 1954 consiguió el Gran Premio de la II Bienal Hispanoamericana de La Habana. Su acercamiento al mundo rural expuesto con la sencillez con la que aparece en su pintura, se ofrecía como una síntesis de referencias autóctonas y modernas, en las que se amalgamaban el primitivismo con el gesto expresionista y la pintura metafísica con el Novecento. Sus exposiciones madrileñas de 1956 (Ateneo), 1959 (Dirección General de Bellas Artes), 1964 (de nuevo en el Ateneo), y 1967 (Galería Biosca), no hicieron sino afianzar su reputación identificándole como el creador de una de las interpretaciones más conceptualizadas y profundas del paisaje español contemporáneo.

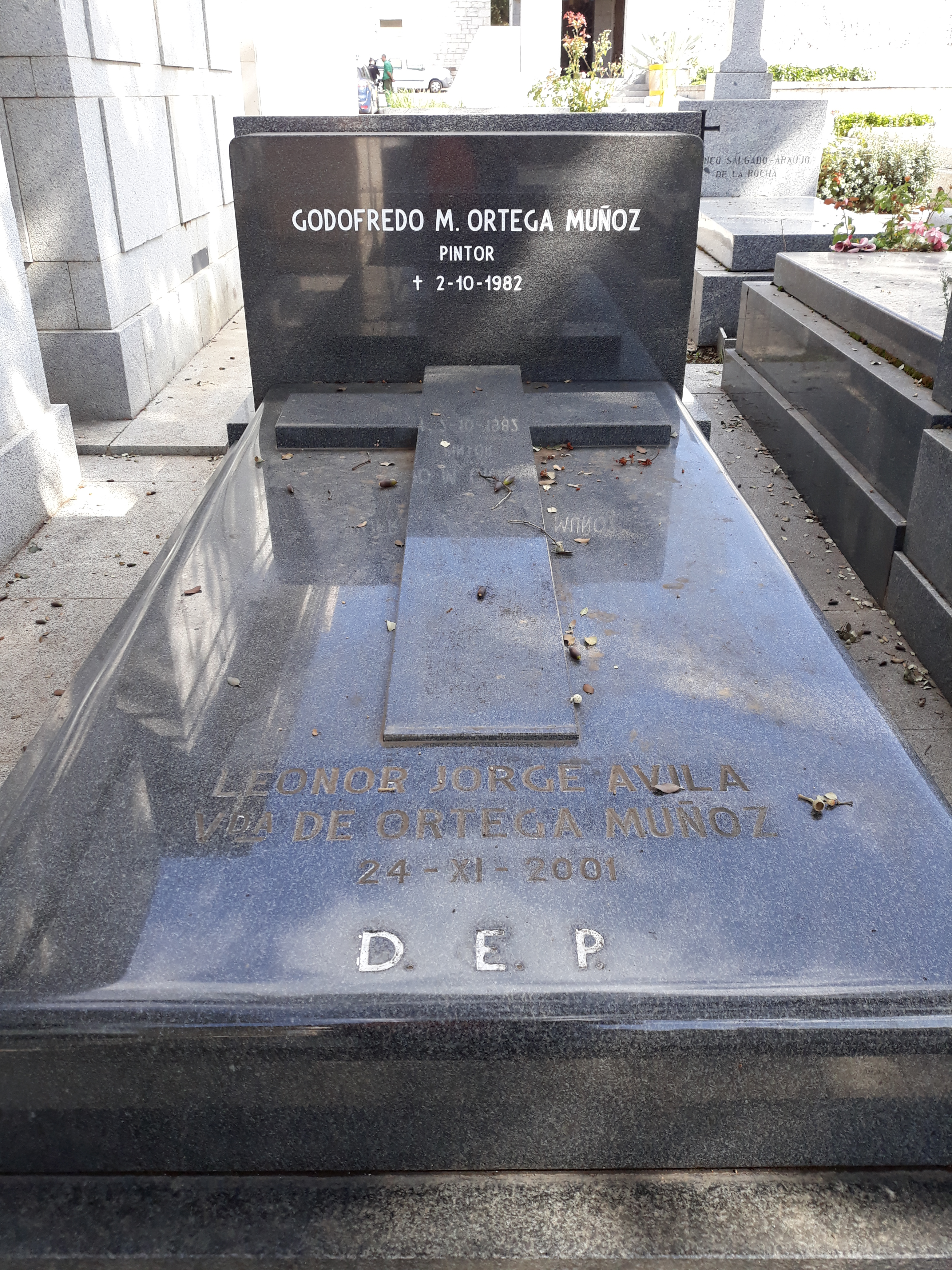
Tumba de Godofredo Ortega Muñoz y su esposa Leonor Jorge Ávila en el cementerio de Mingorrubio de Madrid.

Durante los años 1960 y 1970, además de participar en otras exposiciones, Ortega Muñoz estuvo representado en la colectiva realizada por el Guggenheim Internacional Award de Nueva York (1960), en la de pintores españoles contemporáneos que se presentó en París, en La Maison de la Pensée Française (1962); y en la de Maestros de la pintura española actual que organizó la Galería Theo en Madrid (1967). En 1970 presentó la retrospectiva más importante de toda su carrera en el Casón del Buen Retiro de Madrid, que se mostró después en la Biblioteca de Cataluña y en el Pabellón Mudéjar, en Sevilla. Su presencia a nivel internacional se hizo notar, ya en los últimos años de su carrera, en la colectiva Masterpieces of Fifty Centuries, que organizó en 1971 el Metropolitan Museum de Nueva York. Ciudad a la que viajó y en donde volvió a exponer a finales de ese mismo año, en la Galería Hastings del Spanish Institute.
Para entonces, críticos de varias generaciones se habían pronunciado en los términos más elogiosos sobre su pintura: Manuel Abril, Llosent y Marañón, Camón Aznar, Luis Felipe Vivanco, Gaya Nuño, José Mª Moreno Galván, Manuel Sánchez Camargo, Alonso Zamora Vicente, Santos Torroella, Baltasar Porcel y Corredor-Matheos. En un ensayo memorable, el poeta Gerardo Diego desveló la relevancia ontológica y la cualidad profundamente existencial de su trabajo. Sin perder su relación con los referentes generacionales o figurativos que le son característicos, la obra de Ortega Muñoz alcanza una tensión expresiva que no fue ajena a los logros de la pintura abstracta y que hoy debe valorarse a la luz de las nuevas perspectivas que han abierto al arte contemporáneo las prácticas conceptuales vinculadas a la experiencia del paisaje y a la relación con la naturaleza.